# 花式操枪

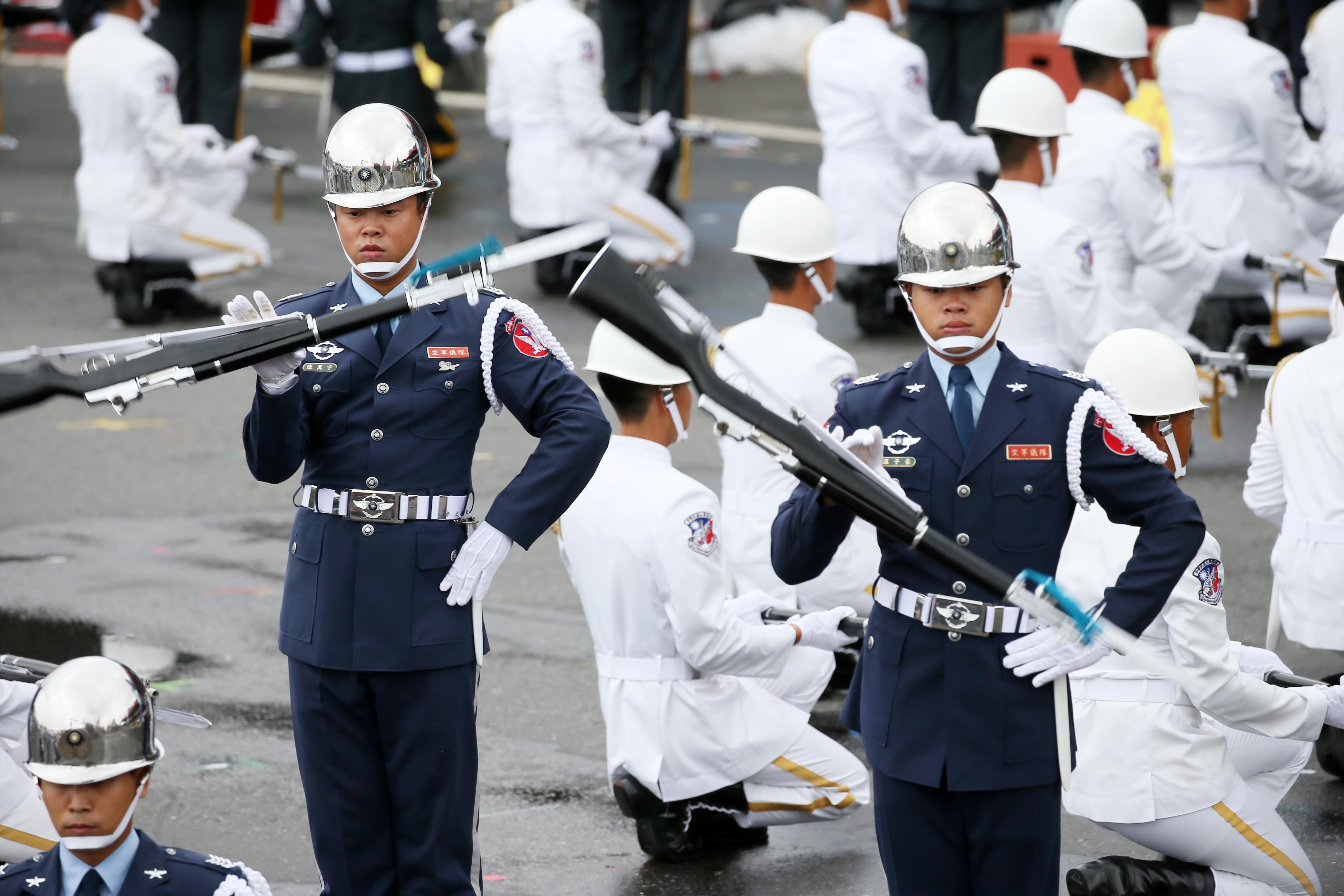
中華民國三軍儀隊表演花式操槍

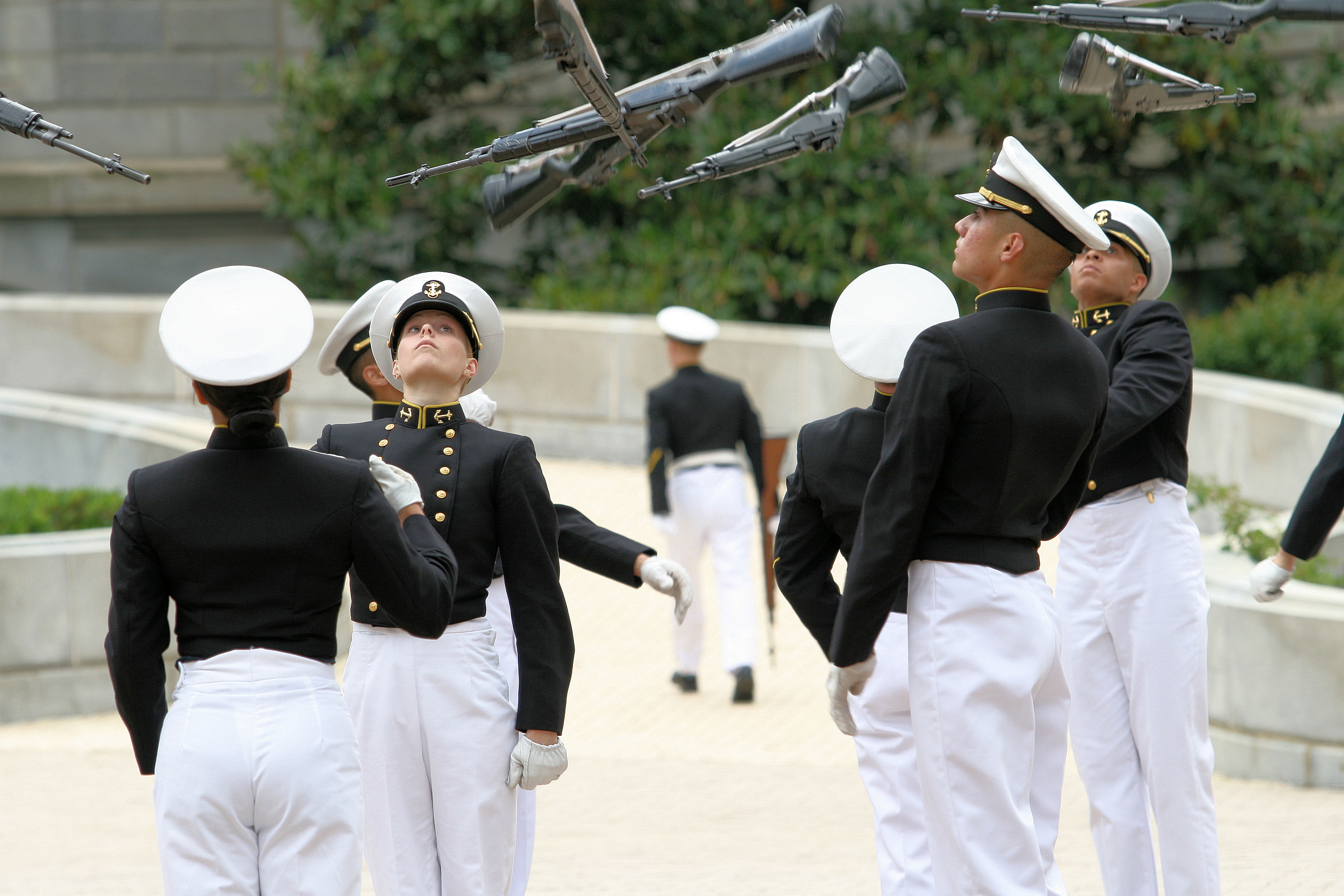
美國海軍學院學生表演花式操槍

花式操枪（Exhibition drill）（中国大陆及港澳称为枪操），即利用枪结合队列进行表演，是仪队的表演形式之一，在世界各国均有出现。第一次的表演記錄為1893年芝加哥哥倫布紀念博覽會的一項中途表演，後由托马斯·爱迪生於1899年發行，片名為「The Arabian Gun Twirler.」